# Аюдул-де-Сус
Аюдул-де-Сус (рум. Aiudul de Sus) — село у повіті Алба в Румунії. Адміністративно підпорядковане місту Аюд.
Село розташоване на відстані 281 км на північний захід від Бухареста, 28 км на північ від Алба-Юлії, 51 км на південь від Клуж-Напоки.

## Населення
За даними перепису населення 2002 року у селі проживали 2419 осіб.
Національний склад населення села:
| Національність | Кількість осіб | Відсоток |
| -------------- | -------------- | -------- |
| румуни         | 1486           | 61,4%    |
| цигани         | 511            | 21,1%    |
| угорці         | 420            | 17,4%    |

Рідною мовою назвали:
| Мова      | Кількість осіб | Відсоток |
| --------- | -------------- | -------- |
| румунська | 1651           | 68,3%    |
| угорська  | 401            | 16,6%    |
| циганська | 363            | 15,0%    |